# Sarezzo
Sarezzo (Sares o Sarès in dialetto bresciano, pronuncia /saˈrɛs/, localmente [haˈrɛh] o [hæˈrɛʰ]) è un comune italiano di 13 241 abitanti della provincia di Brescia in Lombardia; fa parte della comunità montana della Valtrompia.

## Geografia fisica
Il comune si trova nella bassa Val Trompia e una parte nella laterale val Gobbia, a circa 13 chilometri a nord del capoluogo; è interamente attraversato dal fiume Mella.

## Storia
Qui convergevano le antiche popolazioni per gli scambi commerciali e del bestiame; Sarezzo rivestiva così un ruolo prioritario in Valtrompia. Questa realtà ebbe inizio fin dai primordi della storia e si è consolidata in epoca celtica e romana. Lo stesso antico nome Saretium, ricorda l'idea di steccati e serragli per bestiame. L'Olivieri e il Gnanga fanno riferimento per il nome alla selce e nominano il termine Sérès che tuttavia si riferiva al granito di cui a Sarezzo non c’è traccia.
Viene nominato nella quadra di Valtrompia del 1385 come Serezio, e nello statuto del Comune di Brescia del 1429 come Serecium.
A Sarezzo si ebbe un seguito abbastanza consistente o comunque una palese favorevole disposizione verso le idee 'ereticali' del '500, stando alla testimonianza del rettore don Ludovico Dolzi, il quale il 12 settembre 1557 chiede al reverendo arciprete Vincenzo Covi di informare il vicario generale della diocesi come spesso venissero, sulla piazza del paese e per tutta la vallata, degli eremiti, a tener discorsi molto graditi a queste bestie de luterani et vano forsi seminando delle eresie e zizanie di sorte, come ne è pien tutto il mondo; precisando inoltre che ultimamente ne era venuto uno a predicare nella piazza di Sarezzo, egli (don Dolzi) lo aveva invitato a smettere di parlare e allontanarsi, ma quelli che lo stavano ascoltando hanno incominciato a mormorare e a dire che bisognava lasciarlo predicare, come in precedenza solevano fare gli altri preti.
Tiburzio Bailo di Sarezzo, potentissimo verso fine Seicento, aveva puntato sulla fabbricazione di artiglieria. Tale era la sua fama da potersi permettere di non andare a Venezia alla presenza del Consiglio dei Dieci. I Bailo erano tra i principali fornitori di pezzi di artiglieria per la Repubblica veneta. Con la caduta di Venezia le fortune dei Bailo sarebbero declinate. A rialzare la famiglia ci avrebbe pensato Ottavio Bailo, nato nel 1775, che aderì di slancio al nuovo ordine francese, mantenendo beni di famiglia ed influenza. Ottavio però non sfuggì alle vendette successive alla caduta di Napoleone perché con l'Austria subì ingiurie e ricatti, proprio per il suo passato di amico dei Francesi.
Nel gennaio 1814 al comune di Sarezzo arriva la richiesta di un paio di centinaia di operai da inviare a Mantova per costruire quello che si chiamerà il Quadrilatero.
Nel 1825, per la visita dell'arciduca d'Austria Francesco Carlo, viene eretto un arco di trionfo a Zanano.
Nel 1836, a causa di un'epidemia di colera, a Sarezzo moriranno 80 persone.
Delle numerose inondazioni che afflissero la valle, a Sarezzo si ricorda in particolare quella del 14 agosto 1850 che causò le peggiori distruzioni.
Il 27 giugno 1920, la contestazione organizzata dai socialisti contro la festa della sezione cattolica di Sarezzo provoca 5 morti e 9 feriti, con intervento dei carabinieri.
A Sarezzo, nel cuore dell'inverno, momento sempre intensamente drammatico, dalla Federazione provinciale fascista giungono 1500 lire di offerte assistenziali, sulla scorta di questo buon esempio il podestà di Sarezzo invita le famiglie facoltose del paese a versare denaro o generi alimentari al comitato comunale, per soccorrere i disoccupati e le famiglie povere.

### Simboli
(D.P.R. del 17 ottobre 1995)
Il gonfalone è costituito da un drappo di bianco con la bordatura di azzurro.

## Monumenti e luoghi d'interesse

### Architetture religiose
- Chiesa dei Santi Faustino e Giovita

## Società

### Evoluzione demografica
Abitanti censiti

## Geografia antropica
Sarezzo comprende anche delle frazioni: Noboli, Ponte Zanano, Valle di Sarezzo e Zanano.

## Infrastrutture e trasporti

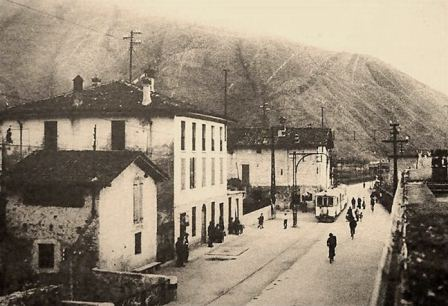
Fermata tranviaria a Sarezzo

Fra il 1882 e il 1954 Sarezzo ospitò una fermata della tranvia della Val Trompia, nonché una stazione della stessa posta in località Zanano. Ora sostituita dalla linea di autobus S201, gestita dalla Arriva Italia.
Il comune è attraversato dalla SP BS 345 delle Tre Valli che la collega a Brescia ed al Passo del Maniva ed altre località importanti della Valle; altre strade importanti sono la SP 3 che la collega a Lumezzane ed a sua volta si innesta alla SP BS 237 del Caffaro. Ad ovest del territorio comunale, a Ponte Zanano, ha importanza anche la strada per Polaveno, che da lì diventa la SP 48 che si innesta con la SP BS 510 Sebina Orientale ad Iseo. È inoltre in progetto il Raccordo Autostradale della Valtrompia per collegarla all'Autostrada A4.

## Amministrazione
Di seguito l'elenco dei sindaci eletti direttamente dai cittadini (dal 1995):
| Periodo        | Periodo        | Primo cittadino   | Partito                         | Carica  | Note |
| -------------- | -------------- | ----------------- | ------------------------------- | ------- | ---- |
| 24 aprile 1995 | 14 giugno 2004 | Fabio Ferraglio   | lista civica di centro-sinistra | Sindaco |      |
| 14 giugno 2004 | 26 maggio 2014 | Massimo Ottelli   | lista civica di centro-sinistra | Sindaco |      |
| 26 maggio 2014 | 27 maggio 2019 | Diego Toscani     | lista civica di centro-sinistra | Sindaco |      |
| 27 maggio 2019 | 10 giugno 2024 | Donatella Ongaro  | lista civica di centro-sinistra | Sindaco |      |
| 10 giugno 2024 | in carica      | Pedrali Valentina | lista civica di centro-destra   | Sindaco |      |

### Gemellaggi
- Oberhaslach